# Paul Paray
Paul Paray est un chef d'orchestre et compositeur français, né le 24 mai 1886 au Tréport (Seine-Inférieure) et mort le 10 octobre 1979 à Monte-Carlo.

## Biographie

### Un enfant du Tréport
Son père Auguste Paray, graveur sur ivoire, qui remplit aussi les fonctions de maître de chapelle au Tréport (Normandie), l'initie à la musique avant de l’inscrire à la Maîtrise Saint-Evode de la cathédrale de Rouen où il bénéficiera d'une formation approfondie. Il y fait d’excellentes études, sous la direction du maître de chapelle et chanoine Adolphe Bourdon, et de l'organiste Jules Haëlling. Outre le chant, il y pratique le piano, l'orgue, le violoncelle… et les timbales. À quatorze ans, il joue de mémoire tout l'œuvre pour orgue de Jean-Sébastien Bach, et compose un Magnificat pour les jours de fête. À quinze ans, il interprète les symphonies pour orgue de Charles-Marie Widor et de Louis Vierne, et souvent en compagnie de Marcel Dupré, son ami d'enfance, il déchiffre à vue les partitions de César Franck, Anton Bruckner et Max Reger. Bientôt sollicité pour accompagner au piano des artistes lyriques de passage à Rouen, Paul Paray semble destiné à une carrière d'organiste, ou de pianiste-compositeur. Mais Henri Dallier (1849-1934), professeur d’harmonie au Conservatoire de Paris et célèbre organiste de La Madeleine, en vacances au Tréport, remarque les dons du jeune homme et insiste pour que sa famille le lui confie. Il entre au Conservatoire de Paris dans la classe de Xavier Leroux, et suivra les cours de Georges Caussade, Charles Lenepveu, puis de Paul Vidal.
En 1924, Paul Paray est adopté par Marguerite Lamoureux (fille de Charles Lamoureux et veuve de Camille Chevillard).

### Le compositeur
Cette période parisienne est propice à diverses compositions : la Pastorale de Noël, une Sérénade et une Sonate pour violon et piano (1908), une audacieuse Fantaisie pour piano et orchestre (1909), une Humoresque pour violon et piano (1910) et plusieurs mélodies dans l'esprit de Berlioz et Fauré. Pour gagner quelques sous et « tâter du métier », Paul Paray est violoncelliste au théâtre Sarah Bernhardt, puis succède à Maurice Yvain, son condisciple, au cabaret Les Quat'Z'Arts, en tant que pianiste accompagnateur (1909-1910). Il mettra en musique de nombreux couplets pour les chansonniers, dont certains publiés sous le pseudonyme Paul Apria…
Un second Prix de Rome en 1910, puis le premier en 1911 avec la cantate Yanitza, et il part pour l’Académie de France à Rome (Villa Médicis) où son ami Claude Delvincourt le rejoint deux ans plus tard, ainsi que Lili Boulanger. Il y compose un poème symphonique, Adonis troublé, un Nocturne pour violon et piano, de nombreuses pièces pour piano seul, complète le cycle des mélodies commencé dès 1902, et travaille longuement à son grand oratorio Jeanne d'Arc qu'il dirigera lui-même à la cathédrale de Rouen, en ouverture des fêtes commémoratives de mai 1913, puis à la Villa Médicis en mai 1914.
Quand la Première Guerre mondiale éclate, il rejoint le IIIe Corps à Charleroi. Il est fait prisonnier par les Allemands et passe quatre années d'une pénible captivité au camp de Darmstadt. Privé d'instruments de musique, c'est mentalement qu'il compose les œuvres qu'il jettera plus tard sur le papier, à son retour en France : la suite pour piano D'une âme... (conçue en 1914-1915) et son Quatuor à cordes, publié en 1919, qu'il transformera plus tard en Symphonie d'archets.
L’Opéra de Paris crée en 1922 son ballet Artémis troublée, adaptation chorégraphique de son Adonis troublé, la suite symphonique composée durant son séjour à Rome. Sa Fantaisie en ut dièse mineur pour piano et orchestre est au programme des Concerts Lamoureux de décembre 1925. Sa Messe pour le cinquième centenaire de la mort de Jeanne d’Arc, créée à Rouen en 1931, connaît un grand succès et suscite l'enthousiasme de Florent Schmitt.
Notons encore deux Symphonies, la première en ut, créée le 31 mars 1935 aux Concerts Colonne, la seconde en la, sous-titrée Le Tréport, en mémoire de son père récemment disparu, créée au Châtelet en avril 1940.
Après la Seconde Guerre mondiale, emporté par un tourbillon d'activités diverses (la réorganisation de son Orchestre Colonne, la création du nouvel Orchestre philharmonique d'Israël, de nombreuses tournées internationales), Paul Paray cessera de composer pour se consacrer à son travail d'interprète, de bâtisseur d'orchestres, et d'ambassadeur de la musique française. Il est élu membre de l’Académie des beaux-arts de l'Institut de France en 1950, au fauteuil d’Henri Rabaud, par dix-neuf voix contre douze à son ancien camarade Claude Delvincourt.

### Le chef d'orchestre
En 1918, à son retour de captivité, Paul Paray espérait encore faire une carrière de pianiste-compositeur. Mais, en été 1919, pressé par des nécessités économiques, il accepte de diriger l'orchestre du casino de Cauterets. Il n'a jamais appris la direction d'orchestre, mais il se découvre « un bras ». Très apprécié par quelques chefs de pupitre des Concerts Lamoureux, il est présenté à Camille Chevillard qui cherche un adjoint. Son premier concert parisien, en février 1920, connaît un grand succès et il est élu à l’unanimité. Chevillard lui apprendra les ficelles du métier… et fera de lui un chef accompli. Président des Concerts Lamoureux en 1923, Paul Paray se donne avec ardeur à son travail d'interprète. Il excelle dans les répertoires français, allemand et russe et mène les nombreuses créations que lui confient ses contemporains (Maurice Ravel, Florent Schmitt, Gabriel Pierné, Louis Aubert, Lili Boulanger, Pierre de Bréville, André Caplet, Jacques Ibert, Albert Roussel, Ermend Bonnal, Claude Delvincourt, et bien d'autres). En 1928, il part pour Monte-Carlo et y dirigera l'orchestre de l'Opéra pendant cinq ans, y invitant de grands solistes internationaux.
Mais, en 1932, Gabriel Pierné lui demande de prendre sa suite à la présidence des Concerts Colonne, la plus prestigieuse des formations parisiennes. Il la mènera avec brio, enrichissant ses programmes « classiques » de nombreuses œuvres et créations contemporaines (d'Eugène Bozza, Jacques de la Presle, Yvonne Desportes, Edmond Marc, Elsa Barraine, Francis Poulenc, Maurice Duruflé… ou Serge Prokofiev, alors exilé en France), conduisant aussi plusieurs cycles Wagner avec l'orchestre de l'Opéra de Paris. Ce travail chez Colonne connaîtra une longue période d'interruption, pendant la Seconde Guerre mondiale. En octobre 1940, Paris étant occupée, Paul Paray démissionne de sa présidence pour protester contre les mesures anti-juives qui conduisent à débaptiser les Concerts Colonne, et ne retrouvera son orchestre qu'après la Libération. D'abord replié à Marseille, avec l'orchestre de la Radio nationale, il quitte cette formation dès qu'on en chasse les musiciens israélites. Accueilli par l'Opéra de Monaco, de 1941 à 1944, il y recrute beaucoup d'entre eux et les soustrait aux rafles de la Gestapo. C'est à Monaco, au printemps 1944, que Paul Paray travaille à ses dernières compositions. Il y crée sa Symphonie d'archets et orchestre une douzaine de mélodies déjà composées en 1921, pour voix et piano.
Dès 1939, Paul Paray s'était bâti une flatteuse réputation aux États-Unis, comme chef invité du New York Philharmonic, et avait alors refusé le poste de codirecteur du NBC Symphony Orchestra, auprès de Toscanini. Après la guerre, les appels se font plus pressants et, en octobre 1951, au terme d'une prestigieuse série de concerts avec les orchestres de Boston, New York, Cincinnati, Philadelphie, Pittsburgh et Chicago, Paul Paray accepte de rebâtir le Detroit Symphony Orchestra dont il fera « le premier orchestre français des États-Unis ». À partir de 1956, il s'installe plus durablement à Detroit et laisse la présidence des Concerts Colonne à son cadet Charles Münch. Il conduit alors de nombreuses œuvres de compositeurs américains ou canadiens (Aaron Copland, Samuel Barber, Harold Shapero, James Cohn, Ned Rorem, Walter Piston, Murray Adaskin), mais c'est d'abord la musique française qui est attendue par le public des États-Unis. Ce répertoire sera privilégié par la firme Mercury qui réalisera à Detroit une magnifique série d'enregistrements, de 1956 à 1963, servis par la nouvelle technique Living presence, mise au point par Robert Fine. Les 33 tours de cette collection seront best-sellers aux États-Unis, puis distribués en Europe par Philips. Plusieurs d'entre eux, très recherchés par les mélomanes, sont aujourd'hui disponibles en SACD.

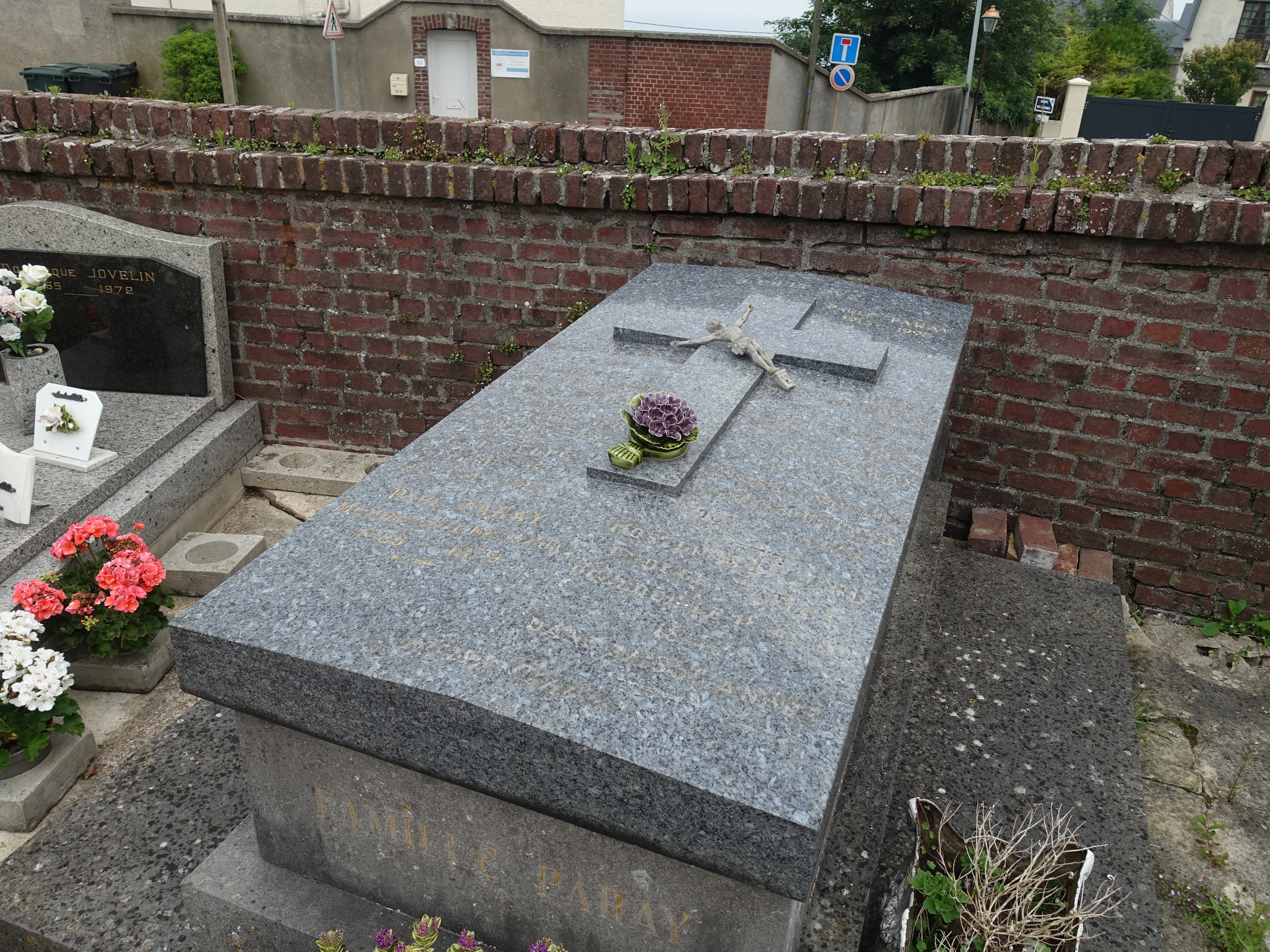
Tombe de Paul Paray au Tréport (Seine-Maritime).

Paul Paray a soixante-seize ans en 1962, quand prend fin son contrat avec le Detroit Symphony Orchestra (DSO), dont il restera Emeritus Conductor (« Chef émérite »). Il entreprend alors la dernière phase de sa carrière, particulièrement active, et ne cessera jamais de diriger. Toujours précédé par sa réputation de « bâtisseur d'orchestres », il est régulièrement invité par les plus grandes phalanges symphoniques, principalement en France et en Europe, en Amérique et en Israël. En mai 1964, c'est une tournée en Allemagne avec l'Orchestre national de France. De février à avril 1966, il conduit l'Orchestre national de l'Opéra de Monte-Carlo pour une première et grande tournée de quarante-trois concerts à travers les États-Unis et le Canada. Un an plus tard, remplaçant Charles Münch au pied levé, il emmène le nouvel Orchestre de Paris à Kiev, Moscou, Leningrad et Riga. Régulièrement invité par les orchestres américains (Detroit, New York, Washington, Boston, Pittsburgh, Philadelphie), il participe au Meadow Brook Music Festival de 1975 et 1976, et y dirige le DSO à l'occasion du bicentenaire de l'Indépendance des États-Unis. Il se rend aussi chaque année en Israël, pour plusieurs séries de concerts, et y fête ses quatre-vingt-dix ans. Il conduit périodiquement l'Orchestre national de l'Opéra de Monaco, notamment à Paris, en octobre 1976, pour le trentième anniversaire de la fondation de l'Unesco, puis à Nice, en juillet 1977, pour un grand concert en l'honneur du peintre Marc Chagall. En février puis en octobre 1978, il est invité par l'orchestre du Curtis Institute of Music de Philadelphie — dernier voyage aux États-Unis. C'est à Monaco que la mort surprend le doyen des chefs français, le 10 octobre 1979, huit mois après un concert avec son ami Yehudi Menuhin, alors qu'il se préparait à diriger, une nouvelle fois, la Philharmonie de Monte-Carlo et l'Orchestre de Paris. Sa seconde épouse Yolande meurt en 1985. Conformément à sa volonté, Paul Paray repose dans le cimetière du Tréport.

## Distinctions
Au cours de sa longue carrière, Paul Paray fut honoré des plus hautes distinctions, en France, aux États-Unis et à Monaco.
Premier grand prix de Rome de composition en 1911, élu président des chefs d'orchestre français et membre de l'Académie des beaux-arts en 1950, Doctor of Law de Wayne University, City Medal de Tel-Aviv, citoyen d'honneur de Détroit, Diemeringen, Le Tréport et Monaco, nommé grand officier de l'ordre des Grimaldi en 1967, grand-croix de l'ordre national du Mérite en 1971.
Il fut élevé à la dignité de grand-croix de la Légion d'honneur en 1975. Deux musiciens l'y avaient précédé : Gabriel Fauré et Camille Saint-Saëns.
Son buste a été réalisé en 1914, au cours de son séjour à Rome, par le statuaire Philippe Besnard.

## Citation
« L'humanité est ainsi faite que l'on accepte difficilement que puissent exister deux talents en un seul et même être. Je suis classé comme chef d'orchestre... Ma musique, après ma disparition, l'avenir dira ce qu'elle peut valoir, à l'exclusion de toute notion de mode et de temps. »

— Paul Paray à Jacques Chancel, émission Radioscopie du 15 mai 1978

## Œuvres choisies
Œuvres lyriques
- Yanitza, scène lyrique d'après une légende albanaise (1911) ; poème de Georges Spitzmuller
- Artémis troublée, ballet de Léon Bakst (1911–1912)

Œuvres pour orchestre
- Symphonie d'archets pour orchestre à cordes (1919)
- Nocturne pour orchestre de chambre
- Symphonie No. 1 en do majeur (1934)
- Symphonie No. 2 en la majeur (1936)
- Fantaisie pour piano et orchestre (1909)
- Humoresque pour violon et orchestre de chambre (1910)

Musique de chambre
- Sérénade pour violon (ou flûte) et piano (1908)
- Sonate en do mineur pour violon et piano (1908)
- Humoresque pour violon et piano (ou orchestre) (1910)
- Nocturne pour violon (ou violoncelle) et piano (1910)
- Quatuor à cordes en mi mineur (1919)
- Sonate en si♭ majeur pour violoncelle et piano (1919)

Œuvres pour piano
- Tarantelle
- Scherzetto
- Impromptu
- Vertige
- Incertitude
- Entêtement
- Berceuse
- Valse-caprice (1906)
- Romance (1909)
- Portraits d'enfants (1910)
- Valse sur un thème de Franz Schubert (1911)
- Impressions (1912)
- Nostalgie
- Éclaircie
- Primesaut
- Reflets romantiques (1912)
- Sept pièces (1913)
- Presto (1913)
- Prélude, scherzo et allegro (1913)
- Thème et variations (1913)
- D'une âme... (1914)
- Pièces pour piano à 4 mains (1914)
- Éclaircie (1923)
- Prélude (1930)
- Allegretto
- Prélude en mi bémol mineur
- Prélude en fa mineur
- Sur la mer
- Valse en fa dièse mineur
- Valse en fa mineur
- Vertige
- La vraie furlana

Œuvres vocales
- Nuit d'Italie pour voix et piano ; texte de Paul Bourget
- Laurette pour voix et piano ; texte d'Alfred de Vigny
- Sépulcre pour voix et piano ; texte de Léon Valade
- Paroles à la lune pour voix et piano (1903 ) ; texte d'Anna de Noailles
- Panis Angelicus pour voix et violoncelle et piano (1904)
- Dans les bois pour voix et piano (1904) ; texte de Gérard de Nerval
- La promesse pour voix et piano ou orchestre (1910) ; texte de Gabriel Montoya
- La plainte pour voix et piano ou orchestre (1911) ; texte de Lucien Paté
- Le papillon pour voix et piano ou orchestre (1911) ; texte de Jean Aicard
- Le champ de bataille (1912 ); texte de Théophile Gautier
- Trois mélodies pour voix et piano ou orchestre (1912) ; texte de Théophile Gautier
- Infidélité
- La Dernière feuille
- Serment
- Villanelle pour voix et piano ou orchestre (1912) ; texte de Théophile Gautier
- Chanson violette pour voix et piano ou orchestre (1913) ; texte de Albert Samain
- Le chevrier pour voix et piano ou orchestre (1913) ; texte de José-Maria de Heredia
- Il est d'étranges soirs pour voix et piano ou orchestre (1913) ; texte de Albert Samain
- Viole pour voix et piano (1913) ; texte de Albert Samain
- In manus tuas pour voix, hautbois et orgue (1914)
- Quatre poèmes de Jean Lahor pour voix et piano ou orchestre (1921)
- Après l'orage
- Adieux
- Après le bal
- Désir de mort
- Vocalise-étude pour voix moyenne et piano (1924)
- Le Poète et la muse pour voix et piano ; texte de E. Thévenet
- L'embarquement pour l'idéal pour voix et piano ; texte de Catulle Mendès
- Mortes les fleurs pour voix et piano ; texte de P. May
- Chanson napolitaine pour voix et piano ; texte de P. May

Œuvres pour chorale
- Os Justi, Offertorium pour chœur et orgue (1903)
- Acis et Galatée, Cantate (1910)
- Jeanne d'Arc, Oratorio (1913) ; texte de Gabriel Montoya
- Salve Regina pour chœur a cappella (1929)
- Messe du cinquième centenaire de la mort de Jeanne d'Arc (Mass for the Fifth Centenary of the Death of Joan of Arc) pour solistes, chœur et orchestre (1931)
- Nuit tombante pour chœur et orchestre
- Pastorale de Noël pour solistes, chœur et piano
- Soleils de septembre pour chœur et orchestre

### Postérité
- Cercle Paul Paray, présidé par Damien Top